# Esplugues de Llobregat
Esplugues de Llobregat és el municipi més petit en extensió de la comarca del Baix Llobregat, tot i que fins al 1990 va pertànyer al Barcelonès. Limita amb els municipis de Barcelona, Cornellà de Llobregat, Sant Just Desvern, Sant Joan Despí i l'Hospitalet de Llobregat.

## Topònim
Esplugues en llatí vulgar és Spelunca/Speluncae. Hom suposa que el territori esmentat va ser batejat pels romans però tampoc no se n'ha trobat cap font documental que ho reculli, ja que a les ràtzies d'Almansor a la ciutat de Barcelona es cremà molta documentació que potser ho podria haver confirmat. El topònim spelunca prové del grec, és un mot antic que assenyala una cova o balma que s'obre a la terra, en un emplaçament més o menys pla. Donada l'orografia del terreny del municipi d'Esplugues de Llobregat acompleix les característiques del nom. Actualment Esplugues és una ciutat dividida per torrents que temps enrere, devien ésser molt més estrets i pregons.

## Geografia
- Llista de topònims d'Esplugues de Llobregat (Orografia: muntanyes, serres, collades, indrets..; hidrografia: rius, fonts...; edificis: cases, masies, esglésies, etc).

## Història
Al cim de la muntanya de Sant Pere Màrtir s'hi han trobat restes de ceràmica ibera (ceràmica vidriada monocroma, ceràmica oxidada, ceràmica ibèrica tipus sandvitx) tot i que no s'ha trobat cap resta estructural. Esplugues de Llobregat es troba documentada des de l'any 964, en un testament, on esmenta cases vinyes i hortes sense esmentar però cap nucli de població. No serà fins a l'any 1096 quan es farà una delimitació del territori, enregistrant una desena de cases i una cinquantena d'habitants. De l'esglesiola d'aleshores no en queda cap resta, però sí que podem afirmar que era molt petita, romànica i que tenia un petit campanar d'espadanya. Dedicada a Santa Maria Magdalena, va ser consagrada l'any 1103 pel bisbe Berenguer de Barcelona. Al segle xii, la família més important és la dels Picalquers, amb la majoria de propietats del terme, entre les quals hi comptava el Castell de Picalquers. Així doncs, durant l'edat mitjana, Esplugues s'articulava entorn de dos nuclis: el de la sagrera amb l'església i diverses masies al voltant, i per altra banda, el nucli del Raval, on es trobava el castell, i l'antic hostal. No serà fins al segle xviii amb la construcció de la Carretera Reial que es desplaça el centre del poble entorn aquesta nova via, fent perdre rellevància a l'antic nucli del Raval. Constància d'això és la construcció d'un nou hostal (actual Casa de la vila) i la proliferació de casetes de treballadors a banda i banda de la carretera. Ja ben entrat el segle xx Esplugues farà el pas de poble a ciutat, sobretot a partir de la dècada dels anys 1950, que dels 5.000 habitants passa a 49.000 l'any 1990.
En les últimes dècades Esplugues ha passat de ser un poble industrial a ser una ciutat de serveis, que destaca per la seva proximitat a Barcelona, cosa que ha fet que el preu de l'habitatge s'hagi convertit, de mitjana, en un dels més cars de l'estat.

## Política
Eduard Sanz García, del Partit dels Socialistes de Catalunya, és l'alcalde actual d'Esplugues. La resta de batlles d'aquest període democràctic són els següents:
| Període      | Nom de l'alcalde/-essa                            | Partit polític  | Data de possessió |
| ------------ | ------------------------------------------------- | --------------- | ----------------- |
| 1979 - 1983  | Antoni Pérez                                      | Logotip del PSC | 19/04/1979        |
| 1983 - 1987  | Antoni Pérez                                      | Logotip del PSC | 28/05/1983        |
| 1987 - 1991  | Antoni Pérez                                      | Logotip del PSC | 30/06/1987        |
| 1991 - 1995  | Antoni Pérez                                      | Logotip del PSC | 15/06/1991        |
| 1995 - 1999  | Antoni Pérez Lorenzo Palacín                      | Logotip del PSC | 17/06/1995        |
| 1999 - 2003  | Lorenzo Palacín                                   | Logotip del PSC | 03/07/1999        |
| 2003 - 2007  | Lorenzo Palacín Pilar Díaz                        | Logotip del PSC | 14/06/2003        |
| 2007 - 2011  | Pilar Díaz                                        | Logotip del PSC | 16/06/2007        |
| 2011 - 2015  | Pilar Díaz                                        | Logotip del PSC | 11/06/2011        |
| 2015 - 2019  | Pilar Díaz                                        | Logotip del PSC | 13/06/2015        |
| 2019 - 2023  | Pilar Díaz                                        | Logotip del PSC | 15/06/2019        |
| Des del 2023 | Pilar Díaz (2023-2024) Eduard Sanz García (2024-) | Logotip del PSC | 17/06/2023        |

## Cultura

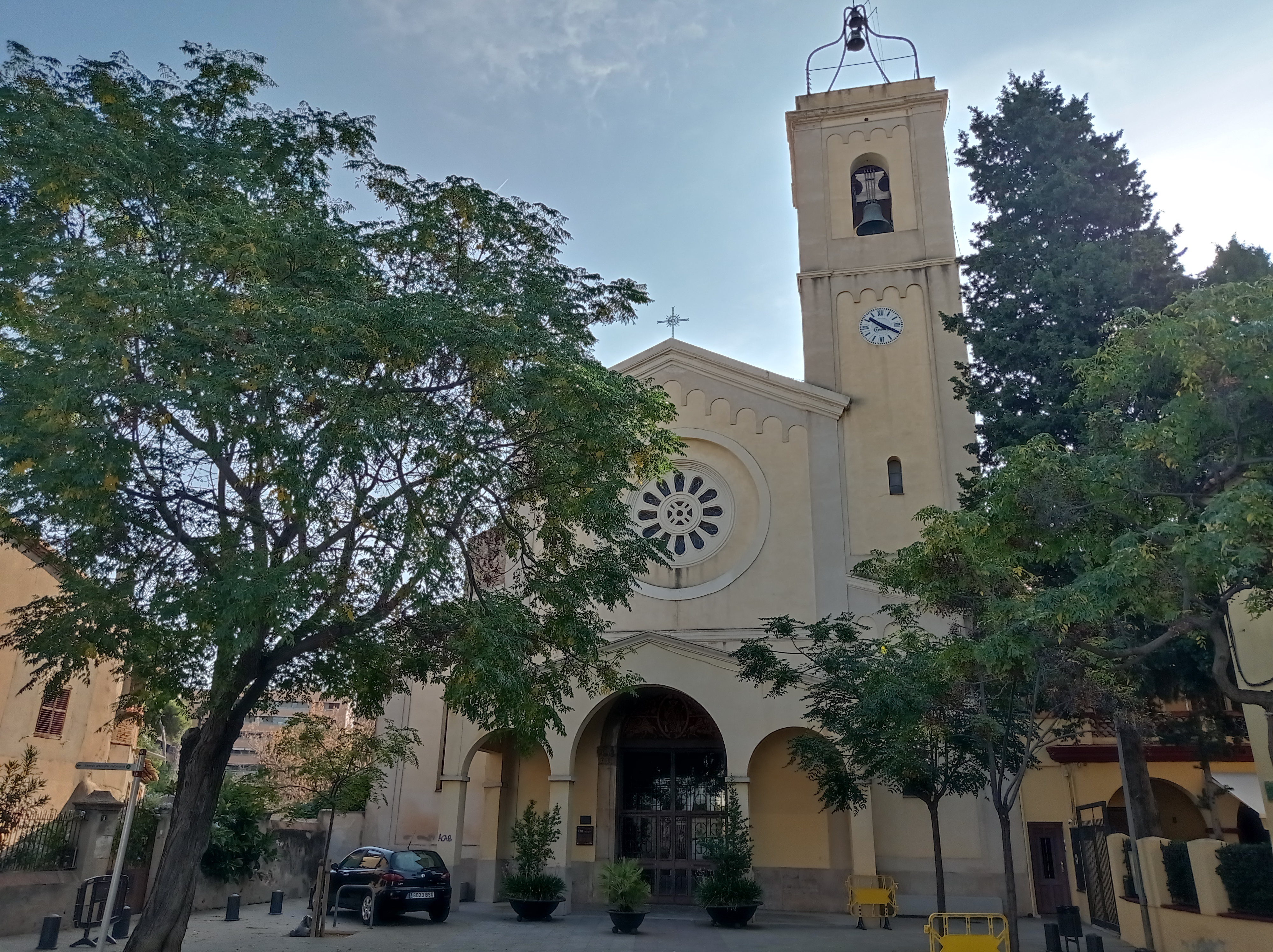
Església de Santa Magdalena

### Patrimoni arquitectònic
Esplugues destaca pel seu nucli antic, únic al Baix Llobregat, presidit per l'església de Santa Magdalena, i indrets tan pintorescs com el carrer de Montserrat o masies com Can Cortada on va viure el Baró de Maldà, autor de l'obra clau de la literatura catalana de finals del segle xviii, El Calaix de Sastre. A la masia de Can Casanovas, ara convertida en monestir, s'hi conserva el claustre gòtic del monestir de Santa Maria de Montsió, portat des de Barcelona.
La muntanya de Sant Pere Màrtir és el mirador del municipi, i hi ha també el Parc de Can Vidalet entre d'altres.

### Museus

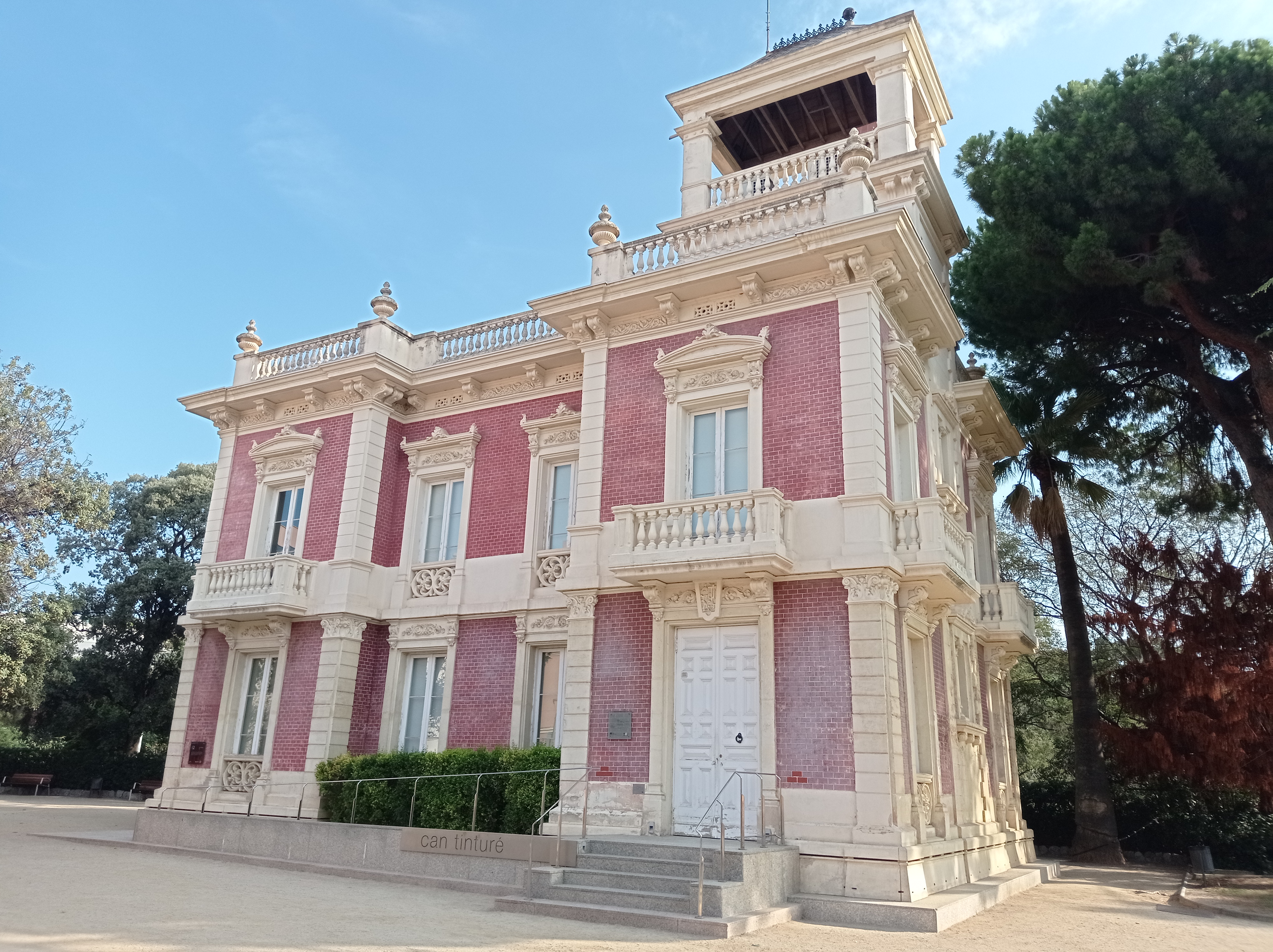
Museu Can Tinturé

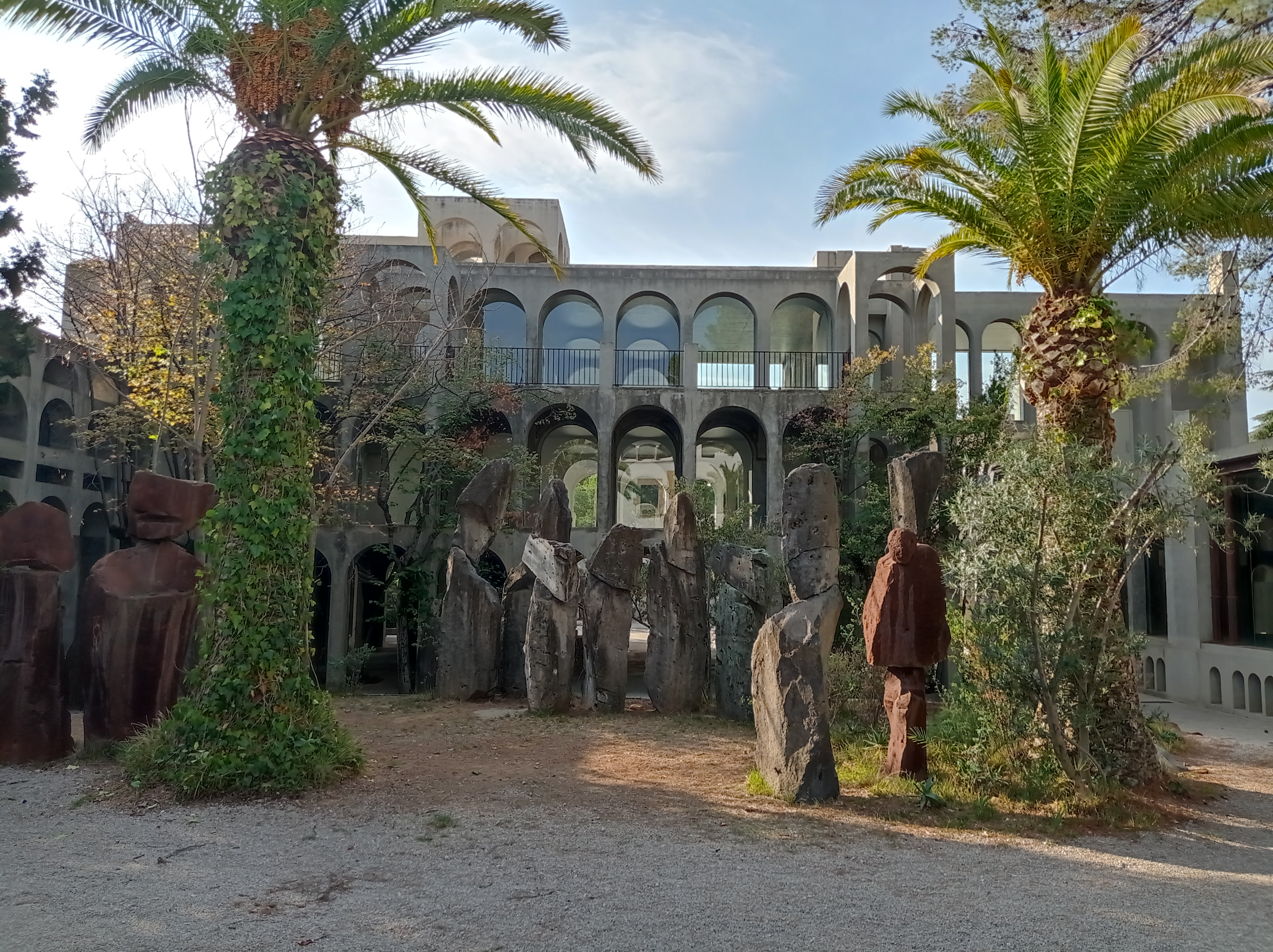
Espai Corberó

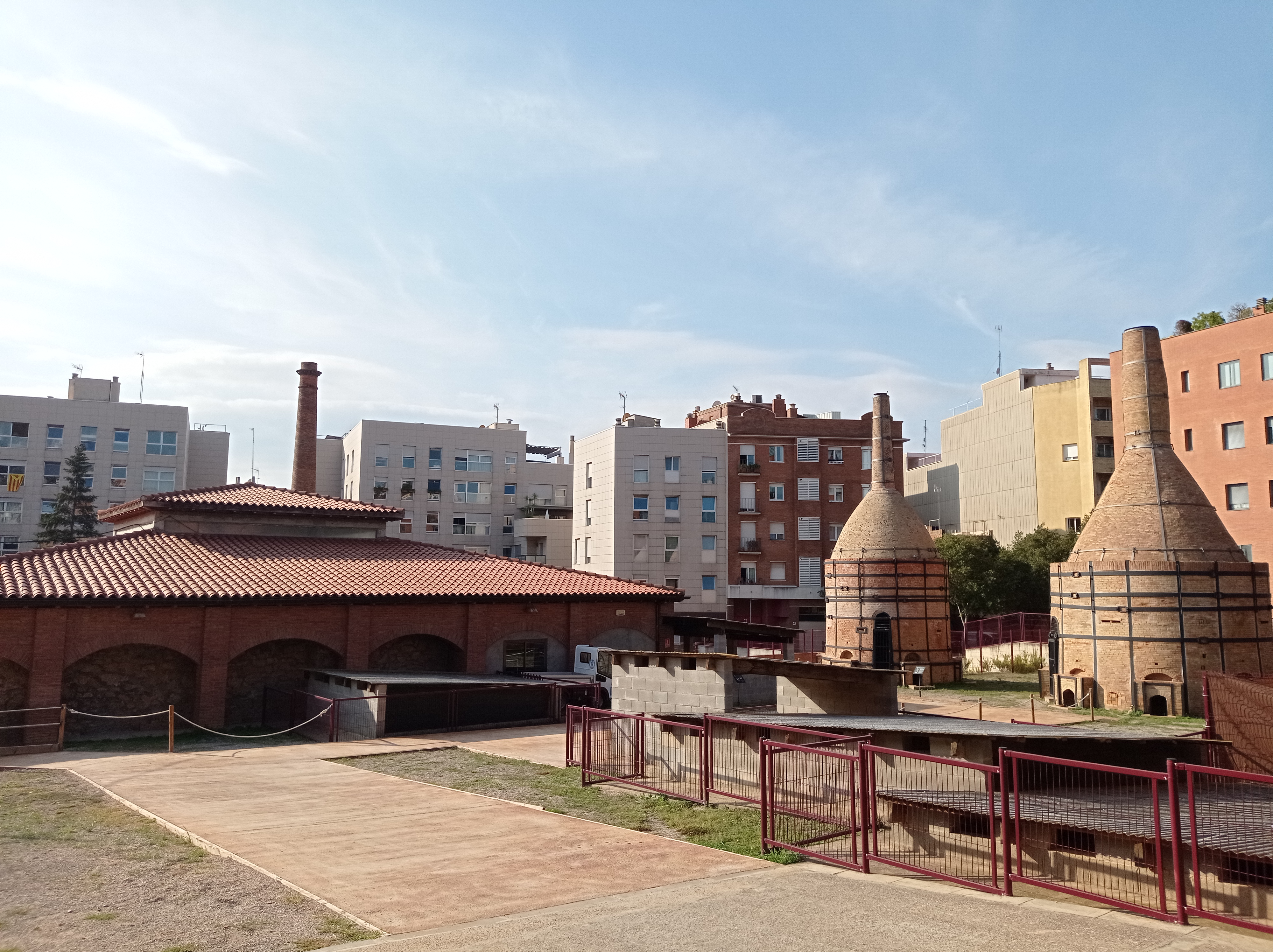
Museu de Ceràmica "La Rajoleta", antiga Fàbrica Pujol i Bausis

Hi ha dos centres museístics, el Museu Can Tinturé i el Museu de Ceràmica La Rajoleta. El primer permet conèixer la col·lecció de rajola de mostra de Salvador Miquel, i el segon les estructures conservades de l'antiga fàbrica Pujol i Bausis.

### Centres d'ensenyament
- IES Joanot Martorell
- IES La Mallola
- IES Severo Ochoa
- CFA Eugeni d'Ors
- Escola Garbí
- CEE Col·legi Alemany
- CEE Col·legi Americà
- CEIP Can Vidalet
- CEIP Folch i Torres
- Gras i Soler
- CEIP Isidre Marti
- CEIP Joan Maragall
- CEIP Lola Anglada
- CEIP Matilde Orduña
- CEIP Prat de la Riba
- Col·legi Utmar
- Col·legi Natzaret
- Escola Oficial d'Idiomes d'Esplugues
- IES S.E.S. Joaquim Blume
- Escola Isabel de Villena - Fundació Privada Carme Serrallonga

### Entitats
- L'Avenç, entitat cultural de la població, amb més de 100 anys d'antiguitat

## Demografia[9]
| 1497 f | 1515 f | 1553 f | 1717 | 1787 | 1857 | 1877  | 1887  | 1900  | 1910  |
| ------ | ------ | ------ | ---- | ---- | ---- | ----- | ----- | ----- | ----- |
| 20     | 17     | 16     | 150  | 598  | 784  | 1.266 | 1.017 | 1.057 | 1.470 |

| 1920  | 1930  | 1940  | 1950  | 1960   | 1970   | 1981   | 1990   | 1992   | 1994   |
| ----- | ----- | ----- | ----- | ------ | ------ | ------ | ------ | ------ | ------ |
| 1.504 | 3.218 | 3.548 | 4.318 | 12.393 | 29.474 | 45.834 | 49.054 | 48.422 | 48.422 |

| 1996   | 1998   | 2000   | 2002   | 2004   | 2006   | 2008   | 2010   | 2012   | 2014   |
| ------ | ------ | ------ | ------ | ------ | ------ | ------ | ------ | ------ | ------ |
| 46.810 | 46.304 | 45.668 | 45.988 | 45.915 | 46.808 | 46.586 | 46.649 | 46.726 | 46.133 |

| 2016   | 2018   | 2020   | 2022   | 2024   | 2026 | 2028 | 2030 | 2032 | 2034 |
| ------ | ------ | ------ | ------ | ------ | ---- | ---- | ---- | ---- | ---- |
| 45.733 | 46.355 | 47.150 | 46.414 | 47.613 | -    | -    | -    | -    | -    |

## Urbanisme

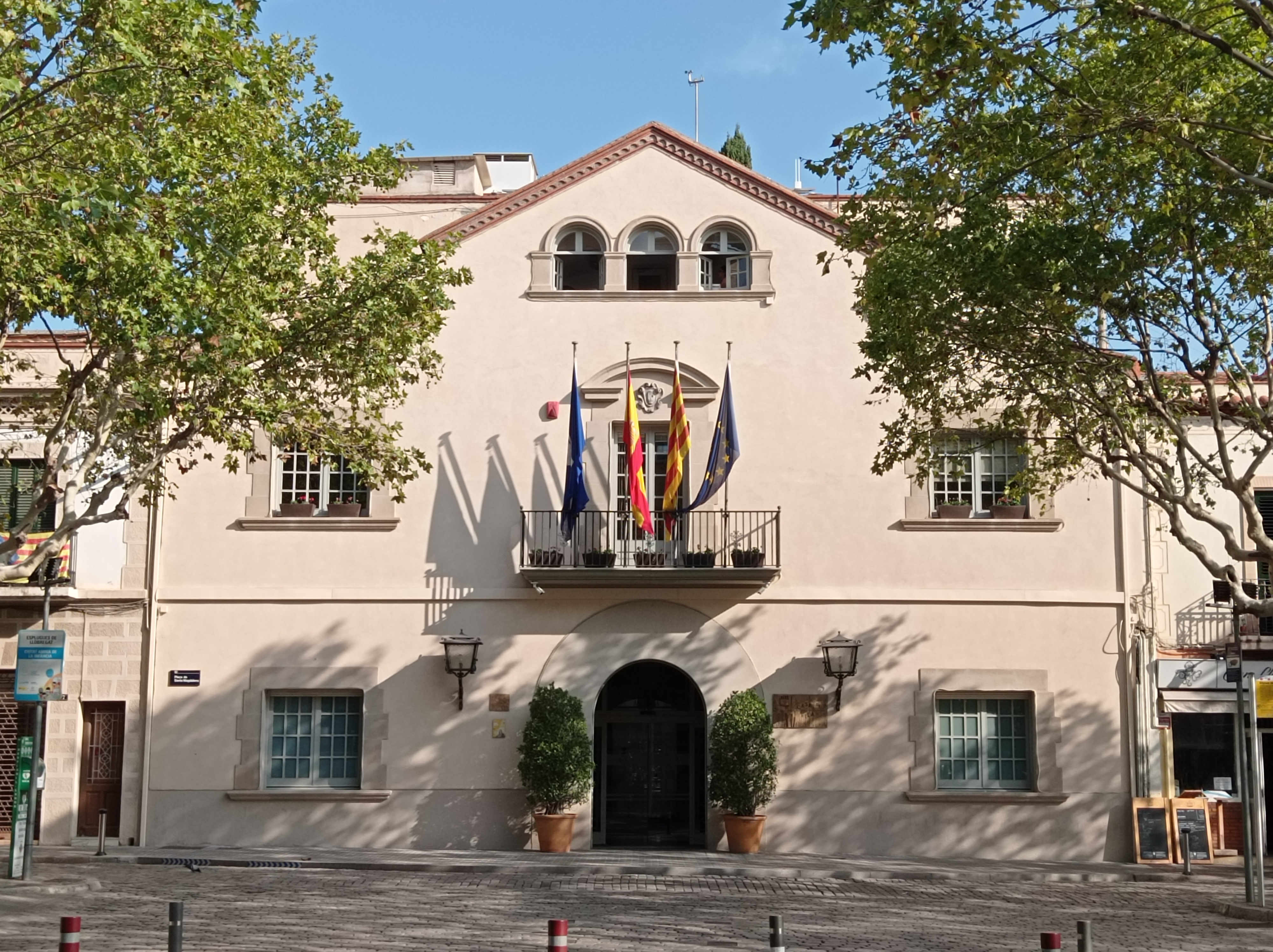
Ajuntament

### Distribució geogràfica
Esplugues de Llobregat està format per 10 barris:
- El Gall
- La Plana
- Montesa
- Can Vidalet
- El Centre
- Can Clota
- Ciutat Diagonal
- Finestrelles
- La Miranda
- La Mallola

### Mobilitat i transports
Esplugues és ciutat de pas de tres grans carreteres que l'enllacen amb la resta de l'Estat:
- La Ronda de Dalt (Autovia B-20), que compta amb la sortida 12 al municipi.
- L'autovia B-23, que compta amb la sortida
- La carretera N-340, que ve des de Cadis i passa per Esplugues abans de desembocar a la Plaça d'Espanya de Barcelona. A Esplugues rep el nom de Laureà Miró.

A més, compta amb una xarxa de transport públic que uneix el municipi amb les ciutats veïnes. Destaca la presència del Trambaix inaugurat el 2004 i que va suposar una gran millora de la comunicació del poble amb Barcelona. Les tres línes del Trambaix (T-1, T-2 i T-3) recorren les 5 parades del municipi: 
- Ca n'Oliveres
- Can Clota
- Pont d'Esplugues
- La Sardana
- Montesa

També compta amb una parada del Metro de Barcelona, l'estació de Can Vidalet de la Línia 5. Històricament s'havia reclamat el perllongament de la Línia 3 del metro, i finalment es va aconseguir un projecte que allargaria l'actual recorregut fins a Sant Feliu. Aquest perllongament va ser licitat pel Govern el 9 de setembre de 2010 i el projecte i les obres adjudicades el 4 de desembre del mateix any. El perllongament l'integrarien 9 parades noves, les dues primeres de les quals, Finestrelles - Sant Joan de Déu i Esplugues Centre (actual Pont d'Esplugues) serien en territori espluguí. Segons l'apartat d'actuacions i obres del web de la Generalitat, aquestes dues parades formen part del Pla Director d'Infraestructures del transport públic col·lectiu de la regió metropolitana de Barcelona 2011-2020 (PDI) i estan actualment en execució, mentre que les set parades restants estan previstes en el pla però no en execució.
També compta amb la presència de nombrosos autobusos, tant urbans com interurbans. Passen pel municipi cinc busos pertanyents a la xarxa de busos de TMB (Transports Metropolitans de Barcelona), cinc busos interurbans que uneixen el municipi amb altres ciutats del Baix Llobregat, l'Alt Penedès i el Barcelonès, 2 nitbusos i dos busos urbans que s'encarreguen d'unir el barri de la Miranda, amb una manca històrica de comunicació pública, amb la resta de la ciutat. L'EP1 (que va de la Miranda a l'Hospital Sant Joan de Déu passant per Can Vidalet, La Sardana i Can Clota) i l'EP2 (que enllaça la Miranda amb l'Ajuntament passant per Ciutat Diagonal). També passa el JM (JustMetro) de la Mallola a l'Hospital Sant Joan de Déu passant per la Plaça de la Constitució, el Col·legi Alemany, l'Avinguda Jacint Esteva Fontanet i l'Escola Isabel de Villena i la línia AMB Exprés E44 que passa per l'Hospital Sant Joan de Déu, el barri de Finestrelles i l'Escola Isabel de Villena. En total, 17 línes de bus creuen el municipi en algun punt.
Busos pertanyents a TMB
- 63 Barcelona, Pl. Universitat - Sant Joan Despí, Torreblanca
- 67 Barcelona, Pl. Catalunya - Cornellà de Llobregat, Cornellà Centre
- 68 Barcelona, Hospital Clínic - Cornellà de Llobregat, Cornellà Centre
- 78 Barcelona, Estació de Sants - Sant Joan Despí, Riera d'en Nofre
- 157 Barcelona, Collblanc - Sant Joan Despí, Av. Barcelona

Busos urbans de Soler i Sauret
- EP1: Esplugues de Llobregat, La Miranda - Esplugues de Llobregat, Hospital Sant Joan de Déu
- EP2: Esplugues de Llobregat, La Miranda - Esplugues de Llobregat, Ajuntament
- JM: Sant Just Desvern, Pl. Montfalcone - Barcelona, Zona Universitària
- E44: Esplugues de Llobregat, Hospital Sant Joan de Déu - Barcelona, Zona Universitària

Busos interurbans de Baixbus
- L10 El Prat de Llobregat, Sant Cosme - Sant Feliu de Llobregat, Consell Comarcal

Busos interurbans de Soler i Sauret
- L50 Molins de Rei/Vallirana/Avinyonet - Barcelona, Collblanc
- L51 Sant Feliu de Llobregat - Barcelona, Pl. Francesc Macià
- L57 Molins de Rei/Vallirana/Avinyonet - Barcelona, Pl. Francesc Macià
- L62 Torrelles de Llobregat - Barcelona, Collblanc

Nitbusos (gestionats per Avanza)
- N12: Barcelona, Pl. Portal de la Pau - Sant Feliu de Llobregat, La Salut
- N14: Barcelona, Pl. Catalunya - Castelldefels, Centre Vila

Altres línies, que no estan en aquesta llista, passen pel municipi només en una parada, com són la línia 95 de TMB, la JT de Soler i Sauret, la L11 i la E30 de Baixbus, la N15 i la L85 d'Avanza i la L46 de Monbus-Julià.
El 30 de febrer de 2023, l'AMB i TMB van posar en marxa AMBici, una xarxa de bicicletes compartides que connecta el Baix Llobregat i el Besòs. Esplugues compta amb 11 estacions de bici:
- Hospital Sant Joan de Déu, a l'Av. d'Ahrensburg davant del supermercat Lidl.
- Plaça de la Constitució, entre la Pl. de la Constitució i l'Av. de la Miranda.
- Biblioteca Pare Miquel d'Esplugues, davant de la biblioteca al carrer d'Àngel Guimerà.
- Plaça dels Records - Polígon el Gall, al carrer del Gall.
- TRAM La Sardana, davant del supermercat Lidl de l'Av. de Cornellà.
- Camp Municipal d'Esports Salt del Pí, al carrer de Severo Ochoa.
- Can Clota - Pont Nou, al carrer de Josep Anselm Clavé.
- METRO Can Vidalet, al carrer de la Madaleta.
- TRAM Ca n'Oliveres, davant del centre comercial Finestrelles.
- TRAM Pont d'Esplugues, entre l'Av. Cornellà i Laureà Miró.
- Av. Països Catalans - Residència Blume, davant de la Nestlé.

### Parcs

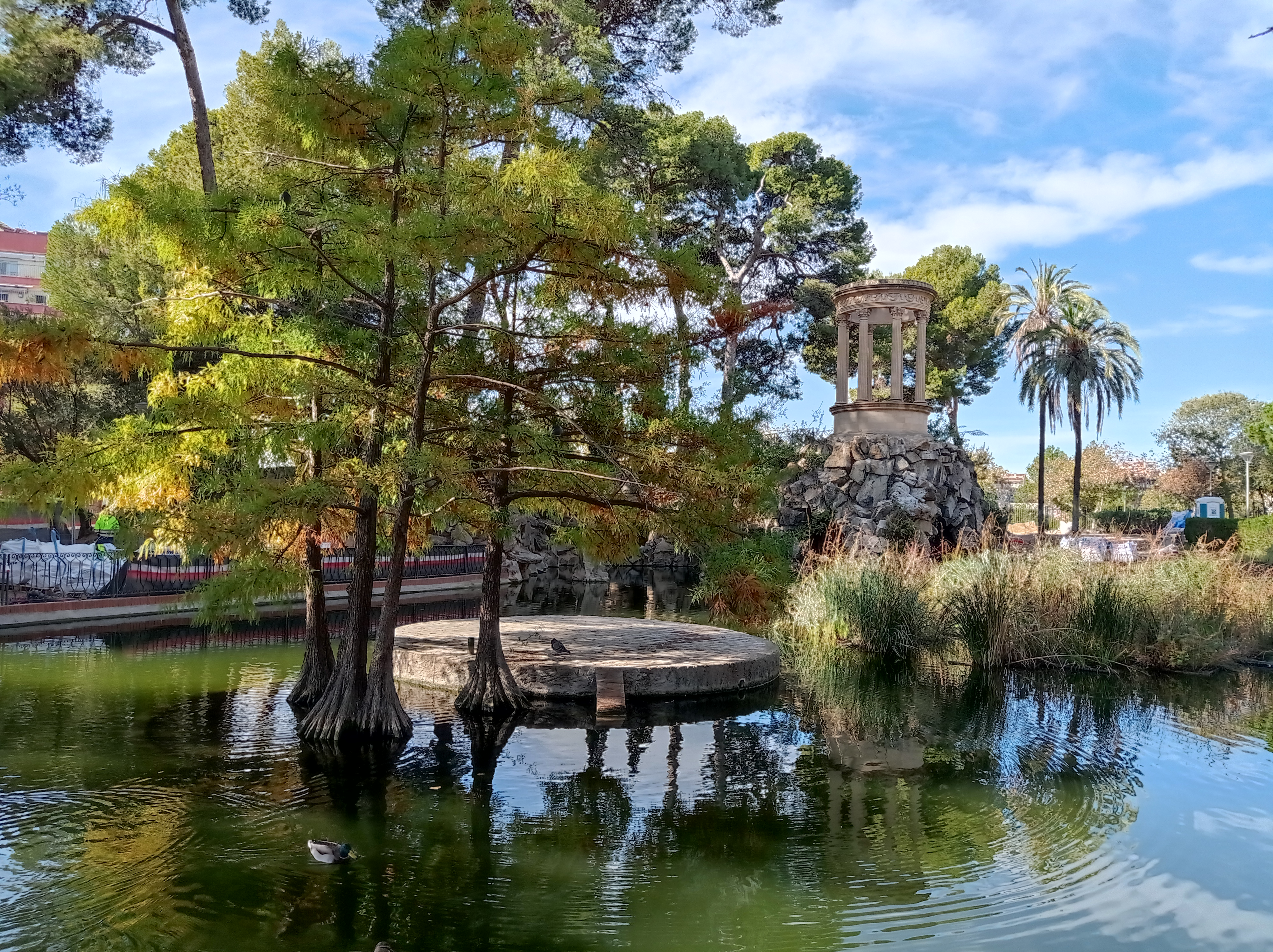
Parc de Can Vidalet

- Parc de Can Vidalet
- Parc dels Torrents
- Parc de les Esplugues
- Parc Pou d'en Fèlix
- Parc de la Fontsanta
- Parc Onze de Setembre
- Parc de la Solidaritat
- Jardins de Ca n'Hospital